# La Marche nuptiale (film, 1929)
Pour les articles homonymes, voir La Marche nuptiale.
Pour plus de détails, voir Fiche technique et Distribution.
La Marche nuptiale est un film muet français réalisé par André Hugon, sorti en 1929. 

## Synopsis
Une jeune fille riche tombe amoureuse de son professeur de piano et s'enfuit avec lui. Devenue pauvre elle trouve de l'aide auprès d'une amie, mais le mari de son amie tente de la séduire.    

## Fiche technique
- Titre original : La Marche nuptiale
- Réalisation : André Hugon, assisté de Jean Toulout
- Scénario : adaptation d'André Hugon d'après une œuvre d'Henry Bataille
- Décors : Christian-Jaque
- Photographie : Raymond Agnel
- Société de production : Société Anonyme Française des Films Paramount
- Pays de production : France
- Format : Noir et blanc - Muet  -  1,37:1 - 35 mm
- Genre : Comédie
- Date de sortie : 
  - France : 15 mars 1929

Source : BiFi.fr et Imdb

## Distribution
- Pierre Blanchar : Claude Morillot
- Louise Lagrange : Grace de Plessan
- Olga Day : Suzanne Lechatellier
- Paul Guidé : Oger Lechatellier
- Émile Vardannes
- Janine Borelli
- Louise Dauville